# برکو
 بَرکُو  روستای کوچکی از توابع بخش مرکزی شهرستان خمیر	 در شهرستان خمیر در استان هرمزگان ایران است.

## محدوده بَرکُو
از شمال هیر، از جنوب هرا، از مغرب پدل، و از سمت مشرق به کوه محدود می‌گردد.

## جمعیت
دارای ۵۵ نفر (۱۳ خانوار) جمعیت است
که از اهل سنت و از شاخه شافعی هستند یعنی از پیروان امام محمد ادریس شافعی هستند.
دارای مسجد، دبستان، آب‌انبار (برکه) و درمانگاه است.

## پیشه
پیشهٔ اهالی دامداری و کشاورزی است.
حدود ۶۰۰ اصله نخل دیم و ۷۰ من زمین زیر کشت دیم دارد.